# Brainstorm - Generazione elettronica
Brainstorm - Generazione elettronica (Brainstorm) è un film di fantascienza del 1983 diretto da Douglas Trumbull e interpretato da Christopher Walken, Natalie Wood, Louise Fletcher e Cliff Robertson.

## Trama
Un team di scienziati sviluppa un'interfaccia computerizzata capace di registrare le sensazioni cerebrali ed emotive di un individuo e di trasmetterle ad altri. A capo del gruppo ci sono Lillian Reynolds e i coniugi Michael e Karen Brace, che stanno vivendo una profonda crisi matrimoniale. Su richiesta dell'amministratore delegato Alex Terson, il team presenta una dimostrazione del dispositivo a potenziali investitori per assicurarsi i fondi necessari al progetto. Durante il test, Karen indossa il registratore sensoriale e, quando Michael riproduce la registrazione, il gruppo scopre che non solo le sensazioni fisiche, ma anche le emozioni vengono registrate. Michael, allora, utilizza il dispositivo per rivivere i ricordi positivi condivisi con Karen, innescando una riconciliazione che sembrava impossibile.
Sotto pressione degli investitori, interessati a possibili applicazioni militari, Lillian è costretta ad accogliere nel team Landon Marks, un ex collega con esperienza nel settore militare-industriale, sebbene sia contraria all'idea di sfruttare l'invenzione per scopi bellici, preferendo un utilizzo puramente scientifico e terapeutico.
Gordy Forbes, membro del team, indossa il registratore durante un rapporto sessuale e, con leggerezza, condivide la registrazione con i colleghi, incluso Hal Abramson. Hal, spinto dalla curiosità, manipola il nastro in modo da mandare in loop continuo la sequenza dell'orgasmo, provocando in sé stesso un pericoloso sovraccarico sensoriale. Dopo aver ricevuto cure mediche, Hal viene allontanato dal progetto e costretto a un periodo di riposo forzato.
Già sofferente di problemi cardiaci e accanita fumatrice, Lillian viene colta da un infarto mentre lavora in laboratorio da sola. Consapevole della gravità della situazione e sentendo la morte avvicinarsi, decide lucidamente di registrare la propria esperienza di fine vita.
Dopo il funerale, Michael, tormentato dal dolore, decide di esaminare la registrazione di Lillian. Riproducendo il nastro senza precauzioni, rischia la vita, poiché il suo corpo inizia a reagire simulando le sensazioni e gli effetti fisiologici dell'infarto. Comprendendo il pericolo, Michael modifica la sua console per filtrare l'output fisico, mantenendo solo la componente sensoriale ed emotiva, e riavvia la riproduzione. Immergendosi nell'esperienza della morte di Lillian, Michael rivive i suoi ultimi ricordi: un momento divertente con lui durante un test di un robot industriale, una festa di compleanno a sorpresa organizzata per lei e un crollo emotivo successivo alla notizia della cancellazione di un progetto a cui teneva molto, comunicatagli da Alex.
Un team di scienziati interessato allo sfruttamento militare dell'invenzione sta monitorando da remoto l'apparecchiatura proprio mentre Michael riproduce il nastro di Lillian. Landon, incurante delle modifiche apportate da Michael alla sua console, induce Gordy a sperimentare la stessa registrazione sul terminale standard. La conseguenza è fatale: Gordy muore all'istante per un attacco cardiaco, sotto gli occhi attoniti di Landon e degli altri osservatori.
La riproduzione di Michael viene bruscamente interrotta da Hal, allarmato dagli eventi. Tuttavia, dopo aver sfiorato digitalmente la morte, Michael è ossessionato dal desiderio di vedere la registrazione completa. Alex, però, blocca l'accesso al file e vieta categoricamente a Michael di visionarlo. Tornato al laboratorio, Michael trova Landon Marks e una squadra di tecnici esterni intenti a esaminare i suoi documenti di ricerca. Indignato, Michael protesta con Alex, il quale reagisce licenziando in tronco sia lui che Karen.
Dopo il licenziamento, Michael tenta di violare il sistema informatico del laboratorio per recuperare i dati. Hal gli suggerisce di concentrarsi sul sabotaggio di "Project Brainstorm", un programma militare segreto volto a perfezionare la loro invenzione per scopi di tortura e manipolazione mentale. Nel frattempo, Chris, il figlio di Michael e Karen, spinto dalla curiosità, si espone accidentalmente a una delle registrazioni militari sperimentali, subendo un grave shock psicotico che richiede il ricovero ospedaliero. Solo allora Michael comprende appieno le dinamiche della morte di Gordy e realizza la piena responsabilità di Alex in tutta la vicenda.
Per non lasciare che la sua ricerca venga utilizzata per scopi militari, Michael giura di distruggere il suo lavoro e a tal fine coinvolge Karen e Hal. Michael e Karen si dirigono verso il Pinehurst Resort e, rendendosi conto di essere sotto sorveglianza, inscenano un litigio che porta Karen a partire per la casa di Hal. Mentre i due fingono di riconciliarsi al telefono, Michael accede al computer Brainstorm tramite un'altra linea telefonica, nello stesso momento Karen si infiltra nel sistema e sabota i robot che fabbricano i terminali di interfaccia.
Karen spegne il sistema di sicurezza, blocca lo staff all'esterno e consente a Michael di caricare il nastro di Lillian e di sperimentarlo senza interruzioni. Con l'impianto nel caos, Robert Jenkins ordina l'arresto di Michael. 
aaa
Michael fugge e guida verso una cabina telefonica al Wright Brothers National Memorial. Si collega nuovamente al computer e accede alla parte finale del nastro, oltre il punto della morte fisica di Lillian.
Karen lascia la casa per incontrare Michael. Hal e sua moglie, Wendy, inviano gli ultimi comandi di Karen ai computer della compagnia, chiudendo l'impianto.
La protagonista arriva al Wright Brothers Memorial mentre il nastro viene riprodotto. Michael fa esperienza dell'aldilà, vivendo una breve visione dell'inferno prima di viaggiare lontano dalla Terra e attraverso l'universo, anche dopo la fine del nastro. Alla fine ha visioni di angeli e anime defunte che volano verso una grande Luce cosmica, che sembra essere il paradiso. Michael poi crolla. Karen singhiozza, credendolo morto. Lei supplica che Michael rimanga in vita e lui si risveglia dall'esperienza, piange di gioia e abbraccia Karen.

## Produzione
Il film è stato girato in varie località della Carolina del Nord.Film Archiviato il 20 agosto 2013 in Internet Archive.
Durante la lavorazione avvenne la morte dell'attrice Natalie Wood.

## Accoglienza
Il film venne accolto in modo tiepido alla sua uscita.

## Critica
(Fantafilm)

## Riconoscimenti
- 1984 - Saturn Award
  - Migliori effetti speciali
  - Miglior colonna sonora a James Horner